# Porcelia venezuelensis
Porcelia venezuelensis är en kirimojaväxtart som beskrevs av Henri François Pittier. Porcelia venezuelensis ingår i släktet Porcelia och familjen kirimojaväxter. Inga underarter finns listade i Catalogue of Life.